# 대한민국 형사소송법 제214조의3
대한민국 형사소송법 제214조의3는 재체포 및 재구속의 제한에 대한 형사소송법의 조문이다.

## 조문
제214조의3(재체포 및 재구속의 제한) ① 제214조의2제4항의 규정에 의한 체포 또는 구속적부심사결정에 의하여 석방된 피의자가 도망하거나 죄증을 인멸하는 경우를 제외하고는 동일한 범죄사실에 관하여 재차 체포 또는 구속하지 못한다. <개정 1995.12.29, 2007.6.1>
 ②제214조의2제5항에 따라 석방된 피의자에 대하여 다음 각 호의 1에 해당하는 사유가 있는 경우를 제외하고는 동일한 범죄사실에 관하여 재차 체포 또는 구속하지 못한다. <신설 1995.12.29, 2007.6.1> 1. 도망한 때 2. 도망하거나 죄증을 인멸할 염려가 있다고 믿을만한 충분한 이유가 있는 때 3. 출석요구를 받고 정당한 이유없이 출석하지 아니한 때 4. 주거의 제한 기타 법원이 정한 조건을 위반한 때 [본조신설 1980.12.18] [제목개정 1995.12.29]

## 참고 문헌
- 손동권 신이철, 새로운 형사소송법(초판, 2013), 세창, 2013. ISBN 9788984114081